# Kill to Get Crimson
Albums de Mark Knopfler
All the Roadrunning Get Lucky
(2009)
Kill To Get Crimson est le cinquième album de Mark Knopfler, sorti en 2007.

## Liste des morceaux
Tous les morceaux sont de Mark Knopfler.
1. True Love Will Never Fade – 4:21
2. The Scaffolder's Wife – 3:52
3. The Fizzy and the Still – 4:07
4. Heart Full of Holes – 6:36
5. We Can Get Wild – 4:17
6. Secondary Waltz – 3:43
7. Punish the Monkey – 4:36
8. Let It All Go – 5:17
9. Behind With the Rent – 4:46
10. The Fish and the Bird – 3:45
11. Madame Geneva's – 3:59
12. In the Sky – 7:29

## Personnel
- Mark Knopfler – voix et guitares
- Glenn Worf – basse
- John McCusker – violon , cistre
- Guy Fletcher – claviers
- Ian Lowthian – accordéon
- Frank Ricotti – vibraphone
- Danny Cummings – batterie et percussions
- Chris White – flute, saxophone, clarinette
- Steve Sidwell – trompette